# Mühlenstraße 9 (Stralsund)
Das Wohnhaus Mühlenstraße 9 in Stralsund ist ein denkmalgeschütztes Bauwerk in der Mühlenstraße, Ecke Mönchstraße.

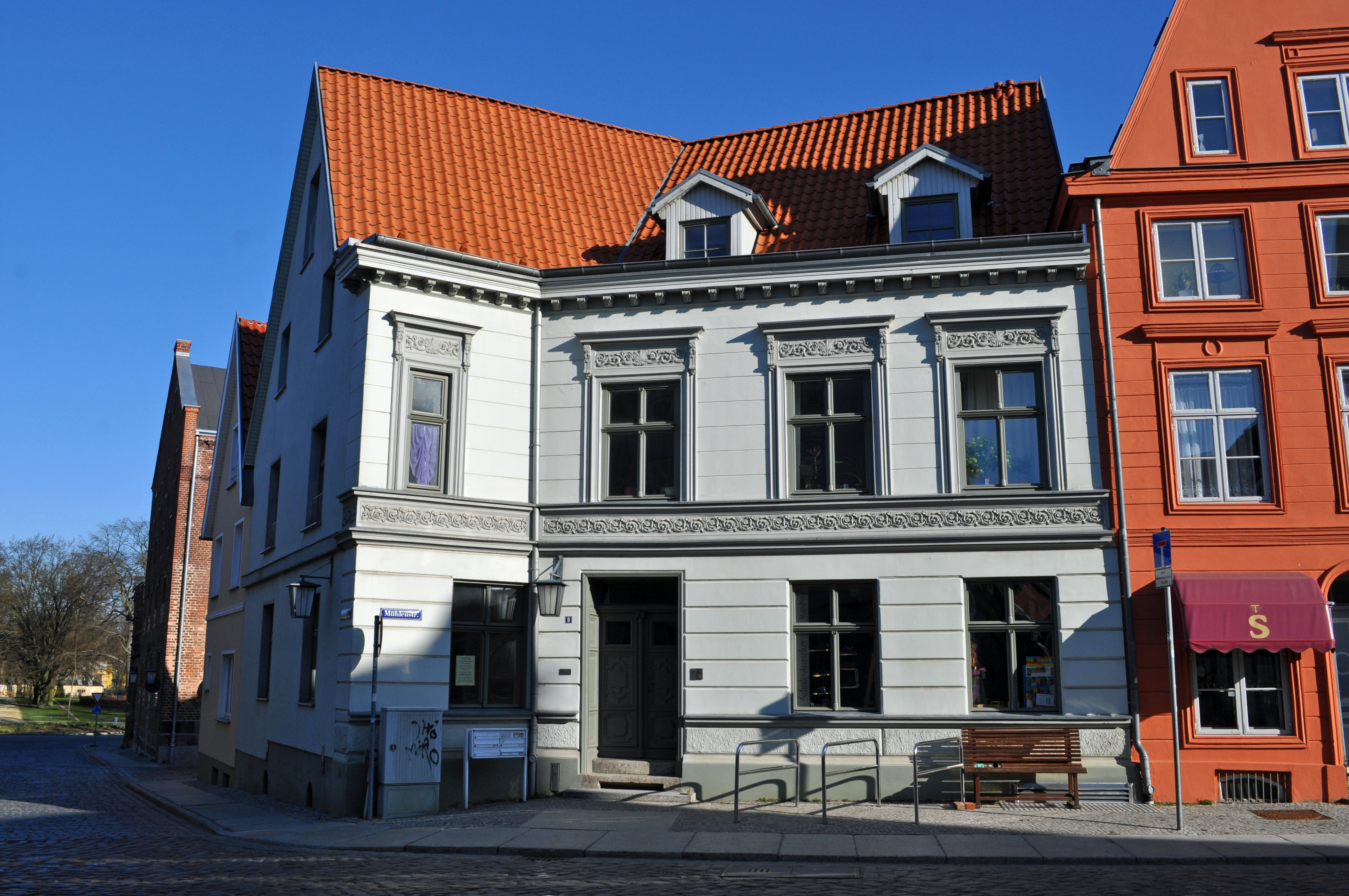
Haus Mühlenstraße 9 in Stralsund (2012)

Das an der Kreuzung mit der Mönchstraße stehende Haus stammt im Kern aus dem 14. Jahrhundert. Es wurde im 18. Jahrhundert erneuert, die Fassade wurde 1869 verändert. Das zweigeschossige Haus ist zur Mönchstraße hin abgewinkelt. Ein auf Konsolen ruhendes Traufgesims schmückt das Haus.
Das Haus im Kerngebiet des von der UNESCO als Weltkulturerbe anerkannten Stadtgebietes des Kulturgutes „Historische Altstädte Stralsund und Wismar“ ist in die Liste der Baudenkmale in Stralsund eingetragen.